# Hospital Sultán Qaboos
El Hospital sultán Qaboos es hospital de 450 camas secundarias en la capital del estado de Dhofar, la ciudad de Salalah, en Omán. Está bajo el control administrativo del Ministerio de Salud de Omán. Cuenta con departamentos multidisciplinares que incluyen medicina general, cirugía, pediatría, ginecología y obstetricia, otorrinolaringología, oftalmología, dermatología y cirugía dental. Es atendido por los médicos de la India, Bangladés, Pakistán, Egipto, Sudán, Omán, entre otros. Sirve como punto de referencia para alrededor de 35 centros de atención primaria de salud en Dhofar. 